# Luis Merlo
Luis María Larrañaga Merlo (Madrid, 13 de juny de 1966), més conegut com a Luis Merlo, és un actor espanyol.

## Biografia
De molt petit es va acostumar a viatjar amb els seus pares, els intèrprets Carlos Larrañaga i María Luisa Merlo, durant les seves gires teatrals, els quals veia sovint en escena, entre bastidors, en companyia dels seus tres germans: Amparo, Kako i Pedro; aquest darrer està casat amb la també actriu Maribel Verdú. D'aquesta manera des de petit Luis va considerar l'art de la interpretació com una cosa natural, un joc. La influència del seu avi matern, Ismael Merlo, qui es va fer càrrec de la seva educació després de la separació dels seus pares, va reforçar aquesta idea. El fet que edités un disc infantil en aquells anys -sobre el qual feu broma temps després- corrobora el seu interès pel món artístic.
Finalitzada la seva adolescència, Luis va cursar un any de ballet clàssic i contemporani amb professors com Víctor Ullate, Carmen Roche o Carl París i classes de veu amb Robert Chantall, després del qual es va matricular en art dramàtic amb el director argentí Ángel Ruggiero. Un cop acabats els seus estudis, Mario Gas li va donar la seva primera oportunitat en la versió teatral de Salomé oferida per la companyia de Núria Espert el 1985.
El 1986 va debutar al cinema amb Hay que deshacer la casa, en la qual va interpretar a un jove que assetjava sexualment una senyora gran, encarnada per la seva tieta a la vida real: Amparo Rivelles. Va completar l'any amb la gira de La última luna menguante, realitzada per Manuel Collado, amb qui va repetir el 1987 a l'obra Séneca, o el beneficio de la duda, protagonitzada per José Luis Pellicena. Per aquestes dates va protagonitzar la seva primera pel·lícula, La senyora, on interpretava el grum d'un hotel.
El 1988, Jesús Puente el va contractar per representar Los ochenta son nuestros, una obra escrita per Ana Diosdado, la segona dona del seu pare Carlos Larrañaga. El repartiment es completà amb la seva germana, Toni Cantó, Lydia Bosch i Iñaki Miramón. Dotze mesos més tard es va produir el seu debut en televisió, al programa Pero... ¿esto qué es?.
El 1990 va fer de Don Juan Tenorio, sobre l'obra de José Zorrilla, acompanyat per Eva Isanta. Segons Luis Merlo, li va costar notablement posar una mirada de desafiament permanent al món.
El 1991 la seva madrastra el va dirigir en una altra peça teatral escrita per ella, Trescientos veintiuno, trescientos veintidós. Finalitzada la gira, Luis Merlo va tenir un dels seus èxits més grans en teatre amb Tres sombreros de copa, segona de les tres adaptacions que Gustavo Pérez Puig va fer sobre el text de Miguel Mihura, on interpretà un jove que poc abans del seu casament amb una dona burgesa descobreix un món de fantasia que es desfà al final de la funció, i l'obliga a resignar-se amb una vida més pragmàtica i gris.
El 1994 va obtenir la seva primera candidatura als premis de la Unión de Actores per la sèrie Canguros, el repartiment de la qual era encapçalat per Maribel Verdú, qui anys després en casar-se amb Pedro Larrañaga es convertiria en la seva cunyada.
A l'any següent l'associació Toledo Mágico el va recompensar amb el títol de millor actor per Calígula, d'Albert Camus, a la qual Luis Merlo va fer de desquiciat i esquizofrènic emperador en companyia de Jesús Cisneros i Pedro Mari Sánchez dirigits per José Tamayo.
El 1997 participà en l'obra El visitante, protagonitzada per Manuel Galiana en el paper d'un Sigmund Freud horroritzat per la irrupció del nazisme, un mal que patiria en primera persona... i va fer la sèrie de televisió Señor alcalde, protagonitzada pel seu pare Carlos Larrañaga.
El 2000 va treballar amb Pilar Bardem a la sèrie Abierto 24 horas, el reodatge de la qual va compaginar amb la gira de Te quiero muñeca. A la primera va fer de Polo, un dropo que mantenia una relació sexual amb la seva cunyada, i que desitjava conèixer la identitat del seu pare, a qui mai no va arribar a conèixer.
El 2002 Luis va assistir, juntament amb Pilar, en representació de la Unión de Actores a les concentracions contra el “decretazo”. Juan Diego i El Gran Wyoming també hi varen assistir.
El 2003 Luis es va sumar a la manifestació contra la guerra de l'Iraq convocada als afores del Palau dels Congressos, un cop expulsats de la llotja actors convidats al ple secundar la iniciativa. Un altre dels manifestants, Daniel Guzmán -que va arribar a ser detingut per la policia- va rodar amb Luis una sèrie anomenada London Street, en la qual l'actor donava vida a un massatgista anomenat Adolfo establert a la Gran Bretanya la bisexualitat de qui despertava moltes inseguretats en la seva xicota, Ajo (Ana Álvarez), qui al final acceptava la relació entre Adolfo i el seu millor amic, Félix (Carlos Castel). La sèrie es va suspendre pel seu baix índex d'audiència. Tant Daniel com ell van tornar a coincidir a la sèrie Aquí no hay quien viva. Luis Merlo hi interpretà Mauri, un periodista homosexual que viu amb la seva parella, Fernando (Adrià Collado). La sèrie es va convertir en un gran èxit, incrementant la seva fama personal i collint premis a la Unión de Actores i l'Academia de Televisión de España, quedant a les portes dels TP i dels Fotogramas de Plata. Adrià i ell van rebre els agraïments d'un professor d'institut que els va arribar a felicitar per inculcar als joves el valor de la diferència. Per contra el Fòrum de la família els va criticar per prestar-se a encarnar al costat d'Eva Isanta conjumina parella d'homosexuals que tenien un nen. L'Associació d'Usuaris de comunicació es va posar de part dels actors. Ara bé, quan va succeir aquesta polèmica Adrià Collado havia tornat recentment a la sèrie, després abandonar-la, període en el qual Mauri es va enamorar del germà d'una de les seves veïnes (Diego: Mariano Alameda) i del cangur del seu fill (Abel: Alberto Maneiro).
Luis va compaginar la gravació de la sèrie amb una gira amb l'obra Excusas, basada en una peça de Joel Joan, i interpretada per Melani Olivares i Pepón Nieto.
El 2005 va protagonitzar, amb Teté Delgado, Lidia Otón i Iñaki Miramón, l'obra Gorda, basada en un text de Neil LaBute, una faula sobre la importància que donem a les aparences i el menyspreable que és burlar-se dels altres per no ajustar-se als cànons establerts per la societat. La seva interpretació de Toni corresponia amb la imatge més associada a l'actor, la d'un galant irònic. Toni era un ésser que viu en l'etern dubte entre fer el que més li ve de gust i resignar-se a no aguantar la desaprovació dels altres, entre actuar amb la seva consciència neta i el pragmatisme que s'autoimposa per ser acceptat. Finalment opta per la segona opció, renunciant a una felicitat plena amb la seva xicota Elena (Teté Delgado). Durant la representació van tenir lloc diverses anècdotes. Entre els incidents més coneguts destaca aquell en què mentre la seva companya de repartiment li preguntava al seu personatge si estava còmode al llit, tots dos intèrprets estaven patint el continu desplaçament d'aquest objecte, fent-los sentir unes vibracions força incòmodes. La gira es va beneficiar de l'èxit d'Aquí no hay quien viva, i va concloure al Teatre Alcázar, el mateix escenari en què el seu avi Ismael havia executat el seu últim treball.
El mateix any va tenir la satisfacció de veure la reobertura el 26 d'octubre del Teatro Maravillas a càrrec de Pedro Larrañaga, qui havia invertit diners, amb Luis, Maribel y Amparo per la seva restauració. Luis Piedrahita, Jorge Sanz, Enrique San Francisco, Pablo Motos, Concha Velasco i Loles León van anar a la inauguració.
L'acumulació de feina li va impedir acceptar cinc projectes cinematogràfics, entre ells La dama boba, dirigida per Manuel Iborra i protagonitzada per José Coronado i Silvia Abascal.
El 2006 compaginà la representació de Gorda a Madrid amb la filmació d'un capítol d'Aquí no hay quien viva en què Mauri es casava amb Fernando. Finalitzada la sèrie, els seus responsables li van oferir un paper en una altra, La que se avecina, que l'actor va declinar perquè considerava que podia ser el seu paper un succedani de Mauri. Al cap de pocs dies, el febrer de 2007, acceptava el paper protagonista de la sèrie de Globomedia El internado, en què tindria de companys de repartiment a Amparo Baró i Natalia Millán, que es va estrenar el 24 de maig de 2007, amb una audiència del 25% de share. Merlo hi interpretava Héctor, el director d'un internat que va fer front a una sèrie de misteris.

## Trajectòria professional[7]
| Año       | Sèrie                  |
| --------- | ---------------------- |
| 1987      | Pero... ¿esto qué es?  |
| 1989      | Speak English          |
| 1989      | Muerte a destiempo     |
| 1993      | Por fin solos          |
| 1994      | Canguros               |
| 1998      | Señor alcalde          |
| 2000-2001 | Abierto 24 horas       |
| 2003      | London Street          |
| 2003-2006 | Aquí no hay quien viva |
| 2007-2010 | El internado           |

| Año  | Sèrie                         |
| ---- | ----------------------------- |
| 1994 | Los ladrones van a la oficina |
| 2001 | 7 vidas                       |
| 2002 | Hospital Central              |
| 2006 | Lo que surja                  |

| Any       | Obra de teatre                    |
| --------- | --------------------------------- |
| 1985      | Salomé                            |
| 1986      | La última luna menguante          |
| 1987      | Séneca, o el beneficio de la duda |
| 1988      | Los 80 son nuestros               |
| 1989      | Bajarse al moro                   |
| 1990      | El baile de los ardientes         |
| 1990      | Don Juan Tenorio                  |
| 1991      | 321, 322                          |
| 1992      | Tres sombreros de copa            |
| 1995      | Calígula                          |
| 1997      | El visitante                      |
| 1999      | La última aventura                |
| 2000      | Las amistades peligrosas          |
| 2001      | Te quiero muñeca                  |
| 2002      | El águila y la niebla             |
| 2003      | Después de la lluvia              |
| 2004      | Excusas                           |
| 2005-2007 | Gorda                             |
| 2008-2009 | Arte                              |
| 2010-2012 | Tócala otra vez, Sam              |
| 2013      | Deseo                             |
| 2013      | Crédito                           |

## Guardons[7]
Academia de Televisión Española
| Any  | Categoria                 | Sèrie/Telefilm         | Resultat  |
| ---- | ------------------------- | ---------------------- | --------- |
| 2004 | Millor actor de televisió | Aquí no hay quien viva | Guanyador |

Fotogramas de Plata
| Any  | Categoria                 | Pel·lícula/Sèrie/ Obra de teatre | Resultat      |
| ---- | ------------------------- | -------------------------------- | ------------- |
| 2010 | Mejor actor de teatro     | Tócala otra vez, Sam             | Guanyador     |
| 2007 | Millor actor de televisió | El internado                     | Nominat       |
| 2007 | Millor actor de teatre    | Gorda                            | Guanyador     |
| 2006 | Millor actor de teatre    | Gorda                            | Semifinalista |
| 2004 | Millor actor de televisió | Aquí no hay quien viva           | Nominat       |

TP d'Or
| Any  | Categoria                            | Sèrie/Telefilm         | Resultat |
| ---- | ------------------------------------ | ---------------------- | -------- |
| 2007 | Tp d'Or al millor actor de televisió | El internado           | Nominat  |
| 2005 | Tp d'Or al millor actor de televisió | Aquí no hay quien viva | Nominat  |
| 2004 | Tp d'Or al millor actor de televisió | Aquí no hay quien viva | Nominat  |
| 2003 | Tp d'Or al millor actor de televisió | Aquí no hay quien viva | Nominat  |

Unión de Actores
| Any  | Categoria                           | Sèrie/Telefilm         | Resultat  |
| ---- | ----------------------------------- | ---------------------- | --------- |
| 2003 | Millor actor secundari de televisió | Aquí no hay quien viva | Guanyador |
| 1994 | Millor actor secundari de televisió | Canguros               | Nominat   |

Premis Mayte de Teatre
| Any  | Categoria                | Sèrie/Telefilm | Resultat |
| ---- | ------------------------ | -------------- | -------- |
| 2004 | Millor intèrpret teatral | Excuses        | Nominat  |
| 1998 | Millor intèrpret teatral | El visitante   | Nominat  |

Asociación de Amigos del Teatro
- II Premi Luis Parreño a la Qualitat en el teatre (2004)[3][7]